# 是的2011
是的2011，前身是“不滿公民行動”组织，是捷克的一個民粹主義政黨，由該國富豪安德烈·巴比什於2012年創立。其名稱「ANO」是捷克文Akce nespokojených občanů（「不滿公民行動」）的縮寫，而捷克文「Ano」的意思是「是的」。
2013年捷克立法选举後，「是的2011」與捷克社會民主黨和基督教民主聯盟－捷克斯洛伐克人民黨組成聯合政府，由社民黨的博胡斯拉夫·索博特卡擔任捷克總理。
2017年捷克立法選舉，「是的2011」成為第一大黨，但議席數目未過半，於是該黨要與其他政黨組成聯合政府。不過很多政黨都無意與「是的2011」合作，因為黨首巴比什疑涉詐欺歐盟補助遭起訴。另外極左的捷克和摩拉維亞共產黨和極右的自由和直接民主想加入政府但被拒絕。是的2011最初在2017年10月籌組了一個少數政府，由安德烈·巴比什擔任總理。不過這個少數政府在2018年1月未能通過國會的信任投票，直至同年6月是的2011與前盟友捷克社會民主黨組成聯合政府，再加上共產黨在國會中的支持，是的2011成功保住政權。

## 選舉表現

### 捷克眾議院
| 選舉年 | 得票      | 得票率（%） | 議席     | +/−  | 得票排名 | 政府     |
| ------ | --------- | ----------- | -------- | ---- | -------- | -------- |
| 2013   | 927,240   | 18.65       | 47 / 200 | 新   | 第2位    | 聯合政府 |
| 2017   | 1,500,113 | 29.64       | 78 / 200 | ▲ 31 | 第1位    | 聯合政府 |
| 2021   | 1,458,151 | 27.13       | 72 / 200 | ▼ 6  | 第2位    | 反對黨   |